# Новосілля (вечірка)

Домашня вечірка

Новосі́лля, вхо́дини — свято на честь відновлення (ремонту) або покупки нового житлового приміщення (квартира, будинок).
Одна з найпоширеніших «вечірок», особливо серед молоді. Зазвичай новосілля передбачає застілля з домашнім частуванням. Запрошені дарують господарям предмети домашнього вжитку (кухонне начиння, техніку, свічки).
Часто невід'ємним атрибутом новосілля є кішка (кіт, кошеня).